# Максим Чудинов
Максим Валерјевич Чудинов (рус. Максим Валерьевич Чудинов; 25. март 1990, Череповец, Совјетски Савез) професионални је руски хокејаш на леду који игра на позицији одбрамбеног играча.
Тренутно игра за екипу ХК СКА из Санкт Петербурга која се такмичи у Континенталној хокејашкој лиги (КХЛ, од 2012).
Са сениорском репрезентацијом Русије освојио је титулу светског првака на Светском првенству 2014. у Минску.

## Каријера
Чудинов је професионалну каријеру започео у клубу из свог родног града ХК Северстаљ у тадашњој Суперлиги Русије, сезона 2006/07, одигравши свега 5 утакмица (3 у плејоф серији) без неког значајнијег учинка. Истовремено је повремено наступао и за јуниорски састав Северстаља. Стандардним играчем тима из Череповеца постаје у сезони 2009/10. На драфту НХЛ лиге 2010. године изабран је у седмој рунди као 195. пик од стране екипе Бостон Бруинса, а непосредно после драфта продужио је уговор са старим клубом на још две сезоне. 
У мају 2012. потписао је уговор са КХЛ лигашем СКА из Санкт Петербурга. Играо је на ол-стар утакмици КХЛ лиге 2012. године. 

### Репрезентативна каријера
За националну селекцију Русије играо је на светским првенствима за јуниоре 2007. и 2008, на којима је освојио златну и сребрну медаљу, а потом је играо и на наредна три првенства за играче до 20 година (освојио две бронзе). 
У сениорској репрезентацији Русије дебитовао је на турниру Еврохокеј тура у сезони 2011/12. на којем је одиграо 6 утакмица, али без резултатског учинка. Највећи успех у каријери остварио је на Светском првенству 2014. у Белорусији, на којем је селекција Русије освојила златну медаљу. На том првенству Чудинов је одиграо 10 утакмица и остварио учинак од једне асистенције.